# 锌白云石
鋅白雲石（英語：Minrecordite）CaZn(CO3)2，是一種非常稀有的礦物，屬於白雲石族，含Ca和Zn的成員。鋅白雲石與白雲石形成的固溶體系統，其鋅白雲石可達72%， 而且在低溫環境下為穩定相，鋅白雲石的標準產地是在 Tsumeb 礦（納米比亞），在該地它與綠銅礦有關。 它的名字是根據The Mineralogical Record 雜誌的縮寫而建立的。在標準產地礦區，它主要伴生礦物有與砷铜铅矿 (duftite)、方解石和孔雀石。除了標準產地外，世界上僅在少數礦床中發現過， 包括貝賈（葡萄牙）區莫拉的 Preguiça 礦。